# 忽那義範
忽那 義範（くつな よしのり／ぎはん）は、鎌倉時代後期から南北朝時代の武将。

## 経歴
忽那氏は伊予国忽那諸島を本拠とした水軍。兄の重清ははじめ宮方、のち足利方に従ったが、義範は甥の重勝と共に宮方に属した。忽那島の神浦城を拠点とし、兄重清の死後は一族を統率した。
建武4年（1337年）3月、吉良貞義が派遣した代官や細川皇海と戦った。
暦応2年/延元4年（1339年）から3年間に渡り忽那島に滞在した後醍醐天皇の皇子懐良親王を保護し、伊予国の河野氏や安芸国の武田氏から守った。康永元年/興国3年（1342年）には脇屋義助の伊予入国を助け、熊野水軍と連携を密にした。貞和4年/正平3年（1348年）4月には讃岐国塩飽諸島を攻め、軍功により本領の柱島地頭職を、翌年には備後国灰田郷地頭職を安堵される。更に周防屋代島攻略の軍功として周防国長野郷地頭職を安堵される。晩年は、足利尊氏との対立により宮方に転じた足利直冬と連携し活躍した。
大正4年（1915年）、従四位を追贈された。